# Szalmasúly
A szalmasúly (minilégsúly, minimumsúly) a profi ökölvívás legalsó súlycsoportja.
Egy szalmasúlyú versenyző súlya nem lehet több mint 7,5 stone, azaz 105 font (46,7 kg).

## A nagy világszervezetek szalmasúlyú világbajnokai
| WBA                               | WBC                             | IBF                        | WBO                      |
| Thammanoon Niyomtrong 19-0 (7 KO) | Wanheng Menayothin 53-0 (18 KO) | DeeJay Kriel 15-1-1 (7 KO) | Vic Saludar 18-3 (10 KO) |